# Embrun
Embrun (anticamente in italiano Ambruno; in occitano Ambrun) è un comune francese di 6 570 abitanti situato nel dipartimento delle Alte Alpi della regione della Provenza-Alpi-Costa Azzurra. Il suo nome in occitano è Ambrun. Il nome però è di origine celtica: viene da Ebr, che significava acqua e Dun, collina fortificata.

## Geografia fisica

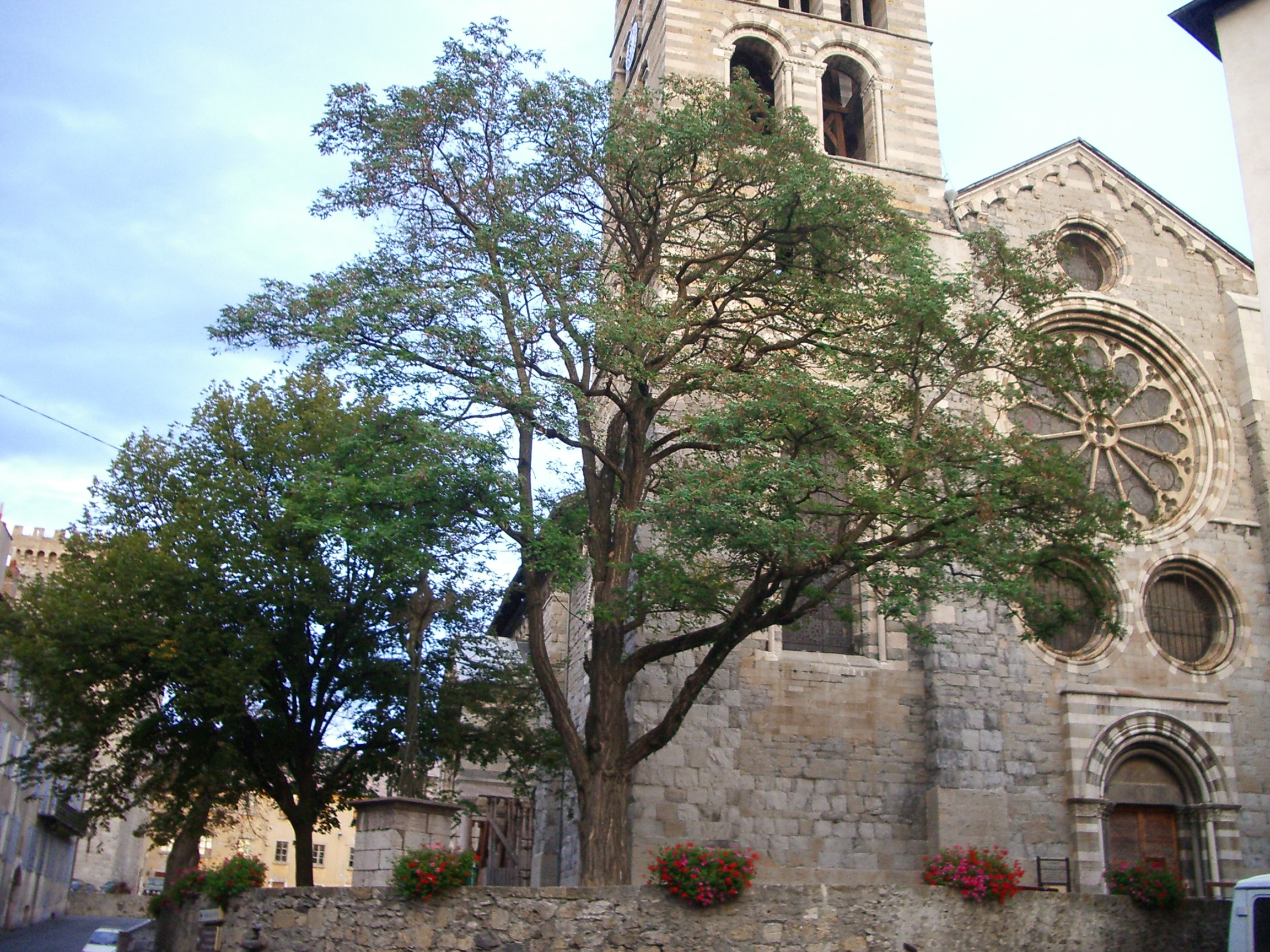
La cattedrale di Notre Dame du Réal

Si trova nella valle della Durance, un po' a monte del Lago di Serre-Ponçon, a 62 chilometri dal confine italiano.

## Importanza storica
Sede arcivescovile fino al 1802, Embrun conserva un centro storico abbarbicato su uno sperone roccioso che domina la valle.

La cittadina vanta una serie di pregevoli monumenti, tra cui la Cattedrale di Notre Dame du Réal, edificata nel XII-XIII secolo in stile romanico lombardo-pisano, con alternanza di pietre nere e grigie, con portico di accesso con due colonne sostenute da due leoni alle basi.

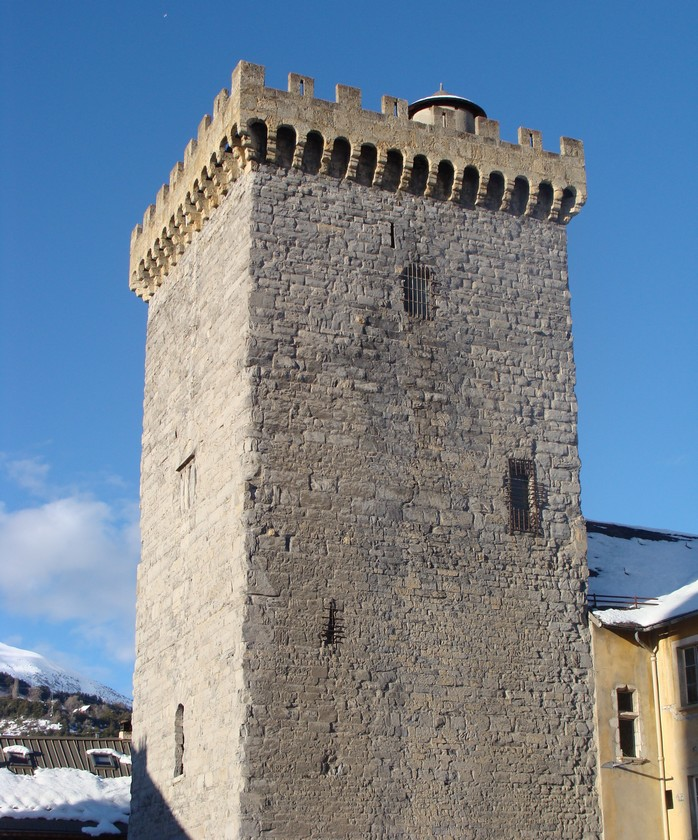
La Tour Brune

Nel centro storico si trovano tre antiche fontane di pietra di varie epoche. Da ricordare infine la "Tour Brune", vicina alla Cattedrale, antico torrione del secolo XI, già usata come torre di guardia e come carcere .

## Infrastrutture e trasporti
La cittadina è servita dalla stazione di Embrun che collega Briançon e Veynes, passando per Gap.

## Società

### Evoluzione demografica
Abitanti censiti

## Amministrazione

### Gemellaggi
- Borgofranco d'Ivrea
- Zell im Wiesental, nel Baden-Württemberg
- Embrun (Canada)